# Gandzak (Armenia)
Gandzak (in armeno Գանձակ?, in passato Kyosamamed poi Batikian) è un comune dell'Armenia di 4 145 abitanti (2009) della provincia di Gegharkunik.